# Jenn Proske
Jennifer Proske (Toronto, Ontario, 1987. augusztus 8. –) kanadai–amerikai színésznő.
Első szerepét a 2010-es Alkonyat-paródiában, a Vámpíros film című filmben kapta, melyben Becca karakterét alakította.

## Fiatalkora
Kanadában született, de amikor négyéves volt, családjával Kaliforniába költöztek és ott nőtt fel. Kanadai–amerikai kettős állampolgárság. Kaliforniába járt gimnáziumba, a Tesoro High School tanulójaként, ahol többször is szerepelt iskolai színdarabokban, musicalekben. A középiskola utolsó évében döntötte el hogy a színészi karriert választja. Végül a bostoni egyetemen diplomázott le 2009-ben, majd 2010-ben Los Angelesbe költözött

## Pályafutása
2010-ben kapta meg első szerepét a Vámpíros film című amerikai vígjátékban, Matt Lanter és Ken Jeong oldalán. Az Alkonyat filmeket kiparodizáló komédia nagyrészt negatív kritikákat kapott.
2011-ben a Twitteren közzé tette, hogy csatlakozik a CSI: New York-i helyszínelők stábjához, két epizód erejéig. A sorozatban egy nemi erőszak áldozatát alakította. Az első rész 2011. november 18-án került képernyőre, majd kisebb szünet után a második epizód 2011. december 2-án debütált.
2012-ben szerepelt a Gátlástalanok című amerikai sorozatban, az Esküdt ellenségek: Különleges ügyosztályban és a 2012 októberében induló A szépség és a szörnyeteg sorozatban. A 2012-es Sexting in Suburbia tévéfilmben Dina Van Cleve szerepét játszotta.

## Magánélete
2012-ben eljegyezte őt Stephen Schneider amerikai színész. Az esküvő 2013. május 26-án volt.

## Filmográfia

### Film
| Év   | Eredeti cím                        | Magyar cím                               | Szerep             | Jegyzetek                   |
| ---- | ---------------------------------- | ---------------------------------------- | ------------------ | --------------------------- |
| 2010 | Vampires Suck                      | Vámpíros Film                            | Rebbeca Crane      | első filmszerepe            |
| 2011 | The Infamous Exploits of Jack West |                                          | Cambria West       |                             |
| 2011 | Home Game                          |                                          | Tess               |                             |
| 2011 | CSI:NY                             | CSI: New York-i helyszínelők             | Serena Matthews    | 2 epizód                    |
| 2012 | Sexting in Suburbia                |                                          | Dina Van Cleve     |                             |
| 2012 | Law & Order: Special Victims Unit  | Esküdt ellenségek: Különleges ügyosztály | Meghan Weller      | 1 epizód, 13. évad 11. rész |
| 2012 | Major Crimes                       |                                          | Amanda Martino     | 1 epizód, 1. évad 2. rész   |
| 2012 | House of Lies                      | Gátlástalanok                            | Beth               | 1 epizód, 1. évad 8. rész   |
| 2012 | Beauty and the Beast               | A szépség és a szörnyeteg                | Clarissa Withworth | 1 epizód, 1. évad 4. rész   |